# Der letzte Milliardär
Der letzte Milliardär (Originaltitel: Le Dernier milliardaire) ist eine französische Politfilmsatire aus dem Jahr 1934 von René Clair.

## Handlung
Ein fiktives, kleines Königreich, irgendwo in Europa.
Das Fürstentum Casinario leidet schwer unter den Folgen der Weltwirtschaftskrise und steht am Rande des Bankrotts. Die Menschen sind bettelarm, es blüht der Tauschhandel. Alle Hoffnungen ruhen nun auf dem angeblich reichsten Mann der Welt, einem gewissen Monsieur Banco. Seine Existenz wird als Segen betrachtet, als Rettungsanker vor dem drohenden Untergang. Jeder im Lande ist bereit, sich dessen Wünschen unterzuordnen, sollte er nur den Zwergstaat retten. Als „Belohnung“ für seine Hilfe verspricht die Monarchin, die das Land mit eiserner Hand regiert, ihm außerdem die hübsche Prinzessin Isabelle. Banco sagt zu, und so wird der Milliardär kurzerhand zum Diktator von Casinario ernannt. Alles läuft so weit gut, bis ihn eines Tages ein Schlag auf den Hinterkopf trifft.
Die dadurch entstandene Gehirnerschütterung lässt Monsieur Banco in selbem Maße den Verstand verlieren wie seinen Hang zur Despotie wachsen. Mehr und mehr missbraucht der letzte Milliardär die ihm zugestandene Macht. Seine Anweisungen und Entscheidungen werden immer sonderbarer, und dennoch unterstützen ihn die Bürger wie auch die politische Klasse in seinem merkwürdigen Tun. Die Parlamentarier sind kaum mehr als kopfnickende Ja-Sager. In einer Wochenschau werden die absurden Veränderungen im neofaschistischen Banco-Staat bejubelt: Hüte und Krawatten sind ab sofort verboten, Massenleibesübungen haben in der Öffentlichkeit stattzufinden und Unterhaltungen jedweder Art sind gleichfalls untersagt. Bartträger müssen ab sofort kurze Hosen in der Öffentlichkeit tragen, Verweigerer dieser Anordnungen wandern sofort ins Gefängnis. Als Banco eines Tages wieder zu alter Form zurückfindet, ist es zu spät: er ist ruiniert. Aber immerhin bleibt ihm der Posten des Regierungschefs und zugleich der des Prinzgemahls an der Seite der Königin.

## Produktionsnotizen
Der letzte Milliardär, dessen Dreharbeiten im Januar 1934 begannen, wurde am 17. Oktober 1934 in Paris uraufgeführt. Im darauf folgenden Jahr lief der Film unter anderem in Portugal, Japan, den USA und Spanien statt. Die deutsche Erstaufführung war am 3. Dezember 1973 im ersten Programm des DDR-Fernsehens.
Die Filmbauten wurden von Lucien Aguettand und Lucien Carré entworfen. Die Kostüme stammen von Jeanne Dubouchet. Louis Née diente Rudolph Maté als einfacher Kameramann.
Der letzte Milliardär erhielt 1935 zwei Filmpreise, den Kinema-Jumpō-Preis (Japan) und den National-Board-of-Review-Award (USA).
Inwieweit die Geschichte von den Ereignissen des Vorjahres (1933) in Deutschland inspiriert worden ist, lässt sich schwer sagen. Jedoch erregte René Clair, der zuvor mehrfach für den deutschen Ableger der Tobis in Frankreich, Films sonores Tobis, gearbeitet hatte, 1934 im NS-Staat „wegen seiner Satire auf die Diktatur (…) den offiziellen deutschen Unwillen“. Anleihen lassen sich auch bei dem Marx-Brothers-Film Die Marx Brothers im Krieg konstatieren.
Der Boykott durch Deutschland und Italien und die wenig wohlwollende Aufnahme von Der letzte Milliardär daheim machte es Clair in der Folgezeit nahezu unmöglich, in Frankreich noch Aufträge an Land zu ziehen. So ging er 1935 nach England, wo er noch im selben Jahr die Komödie Ein Gespenst geht nach Amerika inszenierte.

## Kritiken
Der Film war bei seiner Uraufführung höchst umstritten. Jahrzehnte später kamen die Kritiker zu sehr viel milderen Urteilen.
In der Österreichischen Film-Zeitung stand in der Ausgabe vom 27. Oktober 1934 ein erster Bericht über die Aufnahme von Der letzte Milliardär beim französischen Publikum: „Es ist vieles daran, was das französische Publikum verblüfft, trotzdem muß dem Film ein Erfolg bei den breiten Schichten des Publikums vorausgesagt werden. Es ist eine Satire auf den Kapitalismus und andere Zeitströmungen von heute und zeigt nicht die bei Clair gewohnte Leichtigkeit der Inszenierung, was ebenfalls unter den Gründen, die für die kühle Aufnahme verantwortlich gemacht werden können, angeführt wird.“
Andre Sennwald urteilte am 30. Oktober 1935 in der New York Times: „The new French photoplay at the Cinema de Paris is a civilized and witty political satire which applies the barbed slapstick to royalty and to the modern Fascist State with equal irreverence. But having appointed Mr. Clair a genius, we have come to expect a full-blown masterpiece from him every time he goes to work. Although "Le Dernier Milliardaire" is a superior and often brilliant photoplay, it is definitely below the standard of "A Nous la Liberte" and "Le Million." Sporadically it reveals Mr. Clair's joyous imagination at its most fertile, but the film is long and talkative, and it lacks the luxuriance of comic invention that makes his best work unparalleled for consistent excellence. But if the film seems a trifle sparse in its humorous devices, it is a devastating bit of social criticism. Since it has managed to get itself banned in Germany and Italy, it wears the accolade of triumph. (…) Mr. Clair is in his finest satirical vein when he is describing the extravagant rules of conduct which the dictator imposes on the country. (…) Even when the film descends to more prosaic fun, or is guilty of overemphasis that robs entire sequences of complete effectiveness, the film constantly reveals the highly personal touch of its creator. The French cast responds nimbly to the Clair management. Although "Le Dernier Milliardiare" is rather more brilliant in conception than in execution, it is as urbane an intellectual comedy as anything the cinema is likely to provide this season.“ („Der neue französische Film im Cinema de Paris ist eine zivilisierte und witzige Satire, die mit gleicher Respektlosigkeit ihren bissigen Slapstickhumor sowohl auf die Monarchie als auch auf den modernen faschistischen Staat anwendet. Aber wenn man Herrn Clair als Genie bezeichnet, dann erwarten wir von ihm zu jeder Zeit ein absolutes Meisterwerk. Obgleich "Le Dernier Milliardaire" ein überdurchschnittlicher, oft brillanter Film ist, liegt er doch unter dem Level von "A Nous la Liberte" und "Le Million". Gelegentlich offenbart der Film aufs Beste Herrn Clairs ausgelassene Phantasie, doch ist er lang und redselig, und es ermangelt ihm an der Fülle amüsanter Einfälle, das bislang seine besten Werke in unvergleichlicher Weise ausgemacht haben. Aber auch wenn der Film nur scheinbar wenig Humor zeigt, so gibt es doch in geradezu verstörender Weise wenig Sozialkritik. Seitdem der Film es geschafft hat, in Deutschland und Italien auf die Verbotsliste zu kommen, haftet ihm die Auszeichnung eines Triumphs an. (…) Herr Clair zeigt seinen feinsten Hang zur Satire, wenn er die extravaganten Benimmregeln beschreibt, die der Diktator dem Land auferlegt. (…) Selbst als der Film zu prosaischem Spaß herabsinkt oder sich einer Überbetonung schuldig macht, die ganzen Sequenzen ihrer Effekte beraubt offenbart der Film doch stets den hohen persönlichen Touch seines Schöpfers. Die französische Besetzung folgt behände Clairs Anweisungen. Obgleich "Le Dernier Milliardaire" brillanter in der Anlage ist als in seiner Ausführung, ist der Film doch eine ebenso kultivierte wie intellektuelle Komödie, wie sie das Kino in dieser Spielzeit wohl kaum sonst zu bieten hat.“)
Das Lexikon des internationalen Films wies auf die Rezeption und Resonanz des Films in seinem Uraufführungsjahr 1934 hin und verwies auf politisch aktuelle Bezüge: „Eine hintergründige politische Satire, mit der René Clair einen der größten Skandale der französischen Filmgeschichte auslöste: Nur wenige Tage vor der Premiere des Films in Paris waren der jugoslawische König Alexandre und der französische Außenminister Barthou in Marseille ermordet worden. Barthou trug einen Bart und soll laut Sensationspresse spezielle Sexualgewohnheiten gehabt haben, bei denen auch ein Hund eine Rolle spielte. So wurde der Film, obschon Monate zuvor gedreht, als Verhöhnung des Ministers aufgefaßt. Die Entrüstung in der politisch rechten Skandalpresse war so groß, daß kein Produzent mehr Clair eine Chance gab und er nach England ging.“
Hal Erickson schreibt: "Von den Kritikern der Ignoranz gegenüber sozialen Missständen in der Welt geziehen, antwortete Regisseur René Clair mit „Le Dernier Milliardaire“, einer „relevanten“ satirischen Komödie, die einen irgendwie an die viel später entstandenen Filme „Forrest Gump“ und „Willkommen Mr. Chance“ erinnert.  (…) Eine pure Freude, wenn man ihn sich heutzutage ansieht, war „Le Dernier Milliardaire“ ein gewaltiger Flop bei seiner Erstaufführung, der dazu führte, dass sich René Clair genötigt sah, in ein lange anhaltendes, berufliches Exil zu gehen."
Jean-Loup Passek konstatierte in seinem Dictionnaire du cinéma den Fehlschlag des Films und wies auf die (damalige) Aktualität der gezeigten Diktatoren-Darstellung hin, während Georges Sadoul mehrfach betonte, dass dieser Film unverdientermaßen ein Misserfolg war.